# Championnats d'Afrique d'escrime 1993
Navigation
Édition précédente Édition suivante
Les championnats d'Afrique d'escrime 1993, 2e édition des championnats d'Afrique d'escrime, ont lieu le 24 juillet 1993 au Complexe sportif Mohammed-V de Casablanca, au Maroc.

## Médaillés
| Épreuves           | Or                                                                      | Argent                                                                            | Bronze                                                                                        |
| ------------------ | ----------------------------------------------------------------------- | --------------------------------------------------------------------------------- | --------------------------------------------------------------------------------------------- |
| Épée               |                                                                         |                                                                                   |                                                                                               |
| Hommes individuel  | Khamis Ali                                                              | Rudolph Gerhard                                                                   | Rachid Bendjillani Amr el Taweel                                                              |
| Hommes par équipes | Égypte- Mohamed Essayd - Amr el Taweel - Khamis Ali - Magdi Sameh       | Tunisie- Sefeddine Ferchichi - Kamal Krimi - Mohamed Ali B'Chir - Zouhair Torhani | Algérie- Rachid Bendjillani - Mohamed Chrif Outadeite - Nassekeddine Mekki - Rabah Outaideite |
| Fleuret            |                                                                         |                                                                                   |                                                                                               |
| Hommes individuel  | Chaker Maged                                                            | Mohamed Fouad                                                                     | Abdel el Mokhtari Hamza Maher                                                                 |
| Hommes par équipes | Égypte- Chaker Maged - Hamza Maher - Mohamed Fouad - Mohamed Moutawakel | Afrique du Sud- Hein Van Garderen - Dario Torrente - Daniel Steekamp              | Algérie- Nasreddine Berkane - Mourad Hachicha - Karim Ould Aoudia - Yassin Ould Aoudia        |

## Tableau des médailles
| Rang  | Nation         | Or | Argent | Bronze | Total |
| ----- | -------------- | -- | ------ | ------ | ----- |
| 1     | Égypte         | 4  | 1      | 3      | 8     |
| 2     | Afrique du Sud | 0  | 2      | 0      | 2     |
| 3     | Tunisie        | 0  | 1      | 0      | 1     |
| 4     | Algérie        | 0  | 0      | 3      | 3     |
| Total | Total          | 4  | 4      | 6      | 14    |

## Championnats féminins
Des championnats féminins sont organisés en décembre 1993. L'Algérienne Zahra Gamir remporte une médaille d'or tandis que Feriel Salhi et Myriam Mesbah remportent une médaille de bronze. L'équipe d'Algérie féminine remporte la 1re place aux dépens de l'Égypte (5-1) et de la Tunisie (5-3).